# Relaciones de las cosas sucedidas en la corte de España, desde 1599 hasta 1614

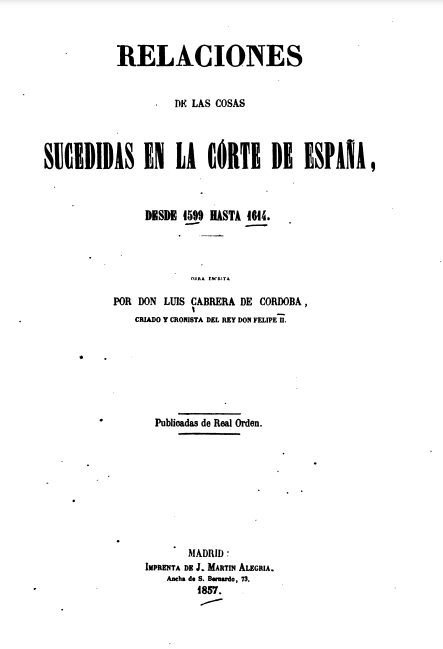
Portada de la primera publicación de la obra en 1857.

Relaciones de las cosas sucedidas en la corte de España, desde 1599 hasta 1614 es una obra de Luis Cabrera de Córdoba sobre la corte española durante gran parte del reinado de Felipe III de España.

## Historia
Luis Cabrera de Córdoba comenzó su obra, con la carta referente al 4 de enero de 1599, pocos meses después del inicio del reinado de Felipe III; finalizándola con la epístola escrita el 26 de julio de 1614.La obra se redescubrió en 1785 a través de un manuscrito encontrado en Lisboa por Juan Bautista Muñoz, de la Real Academia de la Historia. Muñoz comunicó a su compañero Eugenio Llaguno, oficial de la secretaría de estado, que se el manuscrito se encontraba comprendido dentro de la colección de 133 volúmenes in-folio de la colección del portugués Juan Suárez de Mendoza, caballero de la Orden de Cristo. Por orden de Carlos III, de 1 de noviembre de 1785, se encargó al embajador de España en Lisboa, Carlos José Gutiérrez de los Ríos, VI conde de Fernán Núñez; que se copiara el libro o se consiguiese el manuscrito. El manuscrito fue copiado y enviado a la biblioteca del ministerio de Estado, donde se conservó.
El primer intento de publicación de la obra se produjo en 1851 por voluntad del entonces ministro de Estado, Manuel Bertrán de Lis y Ribes. Este intento se frustró al salir Beltrán de Lis del ministerio el 5 de mayo de ese año.
La obra sería finalmente impresa en octubre de 1857, siguiendo una real orden de la reina Isabel II de 1 de marzo de ese año.

## Descripción
La obra se estructura de forma epistolar a un destinatario desconocido. El período comprendido entre una y otra carta es aproximadamente de un mes.